# Big Hand Films
Big Hand Films (ТОВ «Біґ Хенд Філмс») — українська багатопрофільна продакшн-компанія, заснована 2013 року. Спеціалізується на виробництві та дистрибуції вітчизняного кіно.

## Історія компанії
Кінокомпанію Big Hand Films створила наприкінці 2013 року продюсер Марія Каель.
На початку діяльності компанія виробляла рекламні ролики, короткометражні фільми та відеокліпи. Поступово додавалися нові напрями роботи: кінотеатральна дистрибуція, виробництво повнометражних художніх фільмів, Постпродукція, пошук локацій для знімань.
Сьогодні основними напрямами діяльності є створення та промоція художніх, документальних фільмів у повному й короткому метрі. Мета компанії — створювати якісне українське кіно, яке буде цікавим, повчальним і конкурентоспроможним у всьому світі.
Також компанія надає пакет послуг повного циклу кіновиробництва: від написання сценарію, розкадрування, організування кінопроцесу, формування знімальної групи, пошуку локацій до постпродакшну, промоції та подальшої дистрибуції фільму, а також юридичного супроводу всіх етапів роботи.

## Команда
- Марія Каель — засновниця, генеральний продюсер, виконавчий директор
- Марія Дончик — виконавчий продюсер
- Максим Смолярчук — лінійний продюсер
- Поліна Копосова — координатор міжнародних проектів
- Катерина Панкова — керівник відділу комунікацій і маркетингу
- Крістіна Срібняк — піар-менеджер

## Діяльність

### Дистрибуція
2015 — «Загублене місто» — художній фільм
2015 — «По той бік» — художній фільм
2016 — «Крим, як це було» — документальний фільм

### Фільми власного виробництва
2018 — «Пригоди S Миколая» — повнометражний художній фільм, сімейна комедія
2019 — «Дорога додому» — короткометражний художній фільм
2019 — «Дух Лісу» — короткометражний художній фільм
2019 — «Хто створив #Змієві Вали?» — короткометражний документальний фільм
2020 — «Високо в горах» — повнометражний художній фільм, романтична комедія (заплановано)

## Нагороди та номінації
Сімейну комедію «Пригоди S Миколая» президент України Петро Порошенко назвав однією з найкращих кінострічок 2018 року.